# M/S Ternen
M/S Ternen är ett danskt passagerarfartyg, som seglar för Hjejleselskabet i Silkeborg.
Hon byggdes som ett propellerdrivet ångfartyg med en encylindrig maskin på 31,4 hk och levererades 1896 av Ljunggrens Verkstads AB i Kristianstad.
S/S Ternan trafikerade under sina första år rutten Silkeborg-Himmelbjerget, åren 1903–1915 med hemmahamn i Ry.
År 1923 byggdes hon om till motorbåt och fick installerad en tvåcylindrig Kelvin petroleummotor på 36 hk.